# Rejilla

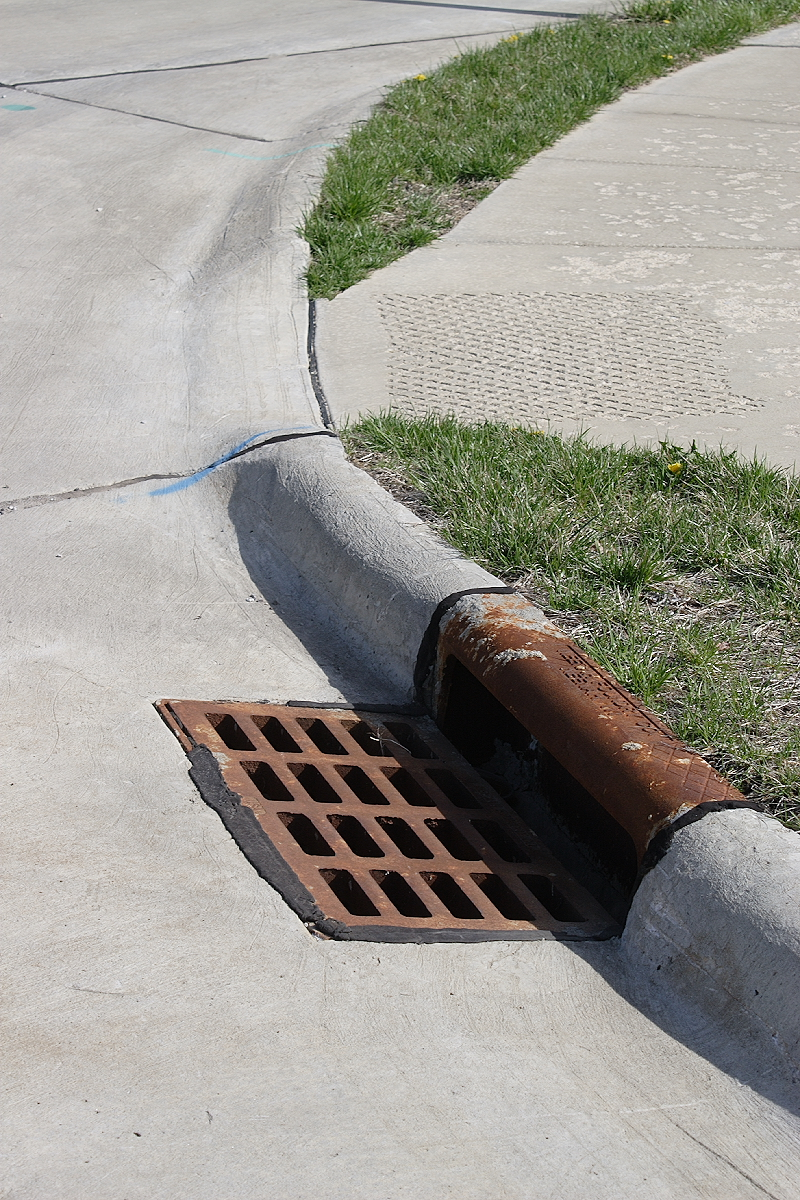
Rejilla en drenaje pluvial

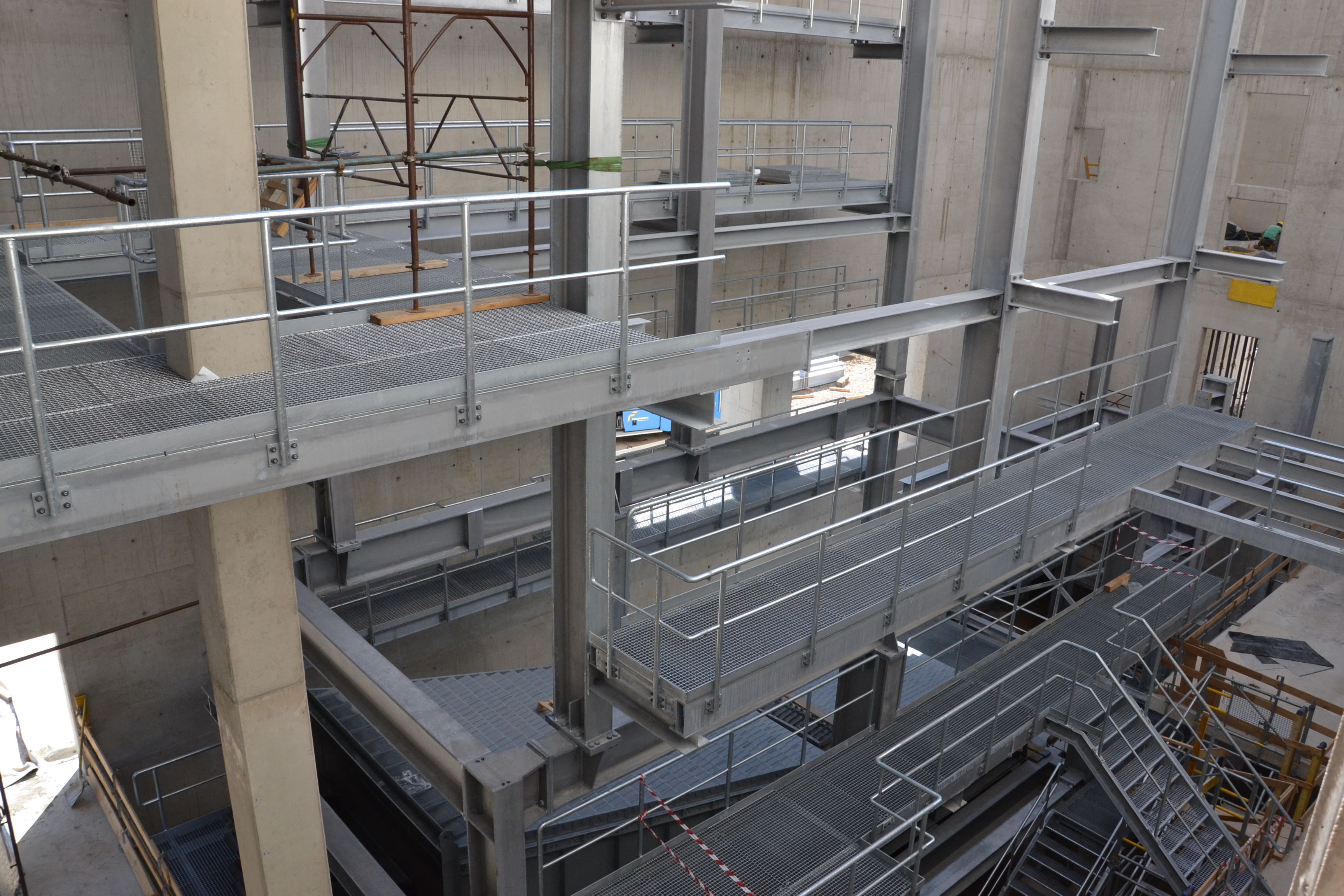
Rejilla de acero en "Biomass fired power plant Steyr"

La rejilla es una pieza que combina elementos unidos de manera que queden espacios repetitivos. Ordinariamente la rejilla es una pieza con elementos en una sola dirección, pero en algunos casos puede ser bidireccional y contar con elementos perpendiculares a los principales dando lugar a una malla.

## Usos
Las rejillas pueden ser usadas para permitir el paso de agua o fuego o algún otro elemento, evitando que otros elementos de tamaño mayor pasen por ellas (por ejemplo, drenajes pluviales).

## Tipos
- Rejilla metálica
- Rejilla electrosoldada
- Rejilla de fibra de vidrio